# Perania siamensis
Perania siamensis är en spindelart som beskrevs av Peter J. Schwendinger 1994. Perania siamensis ingår i släktet Perania och familjen Tetrablemmidae.
Artens utbredningsområde är Thailand. Inga underarter finns listade i Catalogue of Life.